# Bugs Bunny ne fa di tutti i colori
Bugs Bunny ne fa di tutti i colori (Bugs Bunny's Bustin' Out All Over) è uno speciale televisivo d'animazione scritto, prodotto e diretto da Chuck Jones e co-diretto da Phil Monroe, trasmesso sulla CBS il 21 maggio 1980. Prodotto dalla Chuck Jones Enterprises, è composto da tre segmenti autoconclusivi (successivamente trasmessi come cortometraggi autonomi) presentati da Bugs Bunny in un'ambientazione primaverile.

## Trama

### Ritratto di un coniglio da giovane
L'ultimo giorno di scuola, i bambini escono gioiosamente dalle aule e Bugs Bunny condivide il loro entusiasmo, ma mentre si rende conto di non frequentare più la scuola da molto tempo, si schianta contro un albero e cade privo di sensi. Quindi, sogna di essere ancora un coniglietto che, entusiasta dell'inizio delle vacanze, si imbatte in un piccolo Taddeo con un fucile a tappo. I giovani Bugs e Taddeo riprendono alcune classiche scene dei loro inseguimenti, finché Taddeo non colpisce Bugs con il suo fucile sparatappi a ripetizione facendolo schiantare contro un albero. Il sogno finisce e il Bugs adulto osserva come lui e Taddeo probabilmente siano stati i più giovani a darsi la caccia a vicenda. Viene però smentito da un piccolo Willy il Coyote che insegue un Beep Beep non ancora uscito dall'uovo.

### Bunny spaziale
Mentre cammina in una foresta, Bugs si mette a mangiare una carota che penzola su un filo, ignaro che si tratta di una trappola tesa da Marvin il Marziano. Bugs cade addormentato dalla carota tranquillante e viene rapito da Marvin, che vuole usarlo come compagno di giochi per Hugo l'abominevole uomo delle nevi. Arrivato su Marte, Marvin porta Bugs fuori dalla sua navicella e gli spiega il suo piano; in quel momento appare Hugo che inizia a cullare e stritolare Bugs. Il coniglio però lo convince che ciò che vuole davvero è un robot e che Marvin lo è. Hugo allora afferra Marvin e ripete i suoi soliti comportamenti, arrivando a sculacciarlo quando afferma di non essere un robot. Bugs poi suggerisce a Hugo di usare Marvin come lancette per un orologio da polso di Topolino, cosa che Hugo fa con gioia, quindi sale sulla navicella e fa in modo che Hugo si eserciti nel lancio del frisbee scagliandola verso la Terra.

### Sempre nei guai
Willy il Coyote insegue Beep Beep attraverso il deserto cercando invano di catturarlo in svariati modi (ad esempio provando più volte a raggiungerlo con un razzo), finché i due non finiscono in una conduttura che li fa emergere entrambi in dimensioni ridotte. Dopo aver scoperto la loro situazione, rientrano nella conduttura ma solo Beep Beep ne emerge in dimensioni normali, mentre Willy è ancora minuscolo. Beep Beep quindi si ferma e permette al suo rivale di "catturarlo". Quando Willy si accorge delle dimensioni del suo avversario, mostra al pubblico due cartelli che dicono "Okay, sapientoni, avete sempre desiderato che lo acchiappassi" e "E ora che faccio?".

## Personaggi e doppiatori
| Personaggio        | Doppiatore originale | Doppiatore italiano |
| ------------------ | -------------------- | ------------------- |
| Bugs Bunny         | Mel Blanc            | Willy Moser         |
| Taddeo             | Mel Blanc            | Silvio Anselmo      |
| Marvin il Marziano | Mel Blanc            | Massimo Lopez       |
| Hugo               | Mel Blanc            | Vittorio Di Prima   |

## Edizione italiana
Lo speciale fu trasmesso su Rete 1 il 29 ottobre 1981; il doppiaggio fu eseguito dalla Mops Film e diretto da Willy Moser. Nei dialoghi, a volte adattati in modo impreciso, Taddeo viene chiamato Elmer. A partire dal 1996 i primi due segmenti furono distribuiti come singoli cortometraggi con nuovi doppiaggi eseguiti dalla Angriservices Edizioni e diretti da Renzo Stacchi su dialoghi di Giorgio Tausani.

## Edizioni home video
Lo speciale fu distribuito in America del Nord in VHS nel 1992 e in DVD-Video il 30 ottobre 2007, come extra nel quarto disco della raccolta Looney Tunes Golden Collection: Volume 5 (intitolato "The Early Daze"). Fu poi inserito nel secondo DVD della raccolta The Essential Bugs Bunny, uscita il 12 ottobre 2010.